# 鸿雁星座
鸿雁星座卫星（鴻雁全球衛星星座通信系統）是由航天科技集团研制的全球通信卫星网络。计划发射320多颗卫星，2018年底发射了第一颗实验卫星“重庆号”。预计2020年底将发射6到9颗卫星进行网络测试，到2023年发射54颗星，完成第一阶段部署。到2022年底為止，只發射完成首顆試驗衛星。鸿雁星座后来与航天科工集团的“虹云”星座和“行云”星座合并，组成“国网”星座。

## 中國版全球衛星網路
早在星鏈概念提出時，中國利用北斗導航系統的收發功能，就已經有網路上下行能力，但僅解決有無網路的問題，其後宣布準備投入200億元，建立一套初步可行的全球網路衛星系統，之後再發展為高速多用戶網路，根據2021年所提出的鸿雁、虹云在内的星座计划，要扶持兩套方案同步進行，“鸿雁”系统由航天科技集团的研發團隊處理、航天科工集团則是自己也有“虹云”系统來搶佔市場，其中參與部分或全部工程的個別中小企業也相當多，具體來說鸿雁星座由中國航天科技集團五院研制，該系統已經於2022年開始建設，預計發射30顆衛星，一期將提供一帶一路國家服務
，計劃中的全球規模大約是要發射300枚左右。

## 參閱
- 星鏈

## 外部連結
- 鸿雁全球卫星星座通信系统 （页面存档备份，存于）